# Aeroportul Goulburn
Aeroportul Goulburn (IATA: GUL, ICAO: YGLB) este un aeroport din Goulburn⁠(d), Noul Wales de Sud, Australia. A fost numit după Goulburn⁠(d).
Situat la o altitudine de 645 m, aeroportul dispune de o singură pistă.